# 國家總動員法 (日本)
《國家總動員法》是由大日本帝國首相近卫文麿提出並于1938年3月24日在日本国会通過的一部配合國民精神總動員的法律，目的是在第二次中日战争陷入僵局后，将大日本帝国的国民经济納入战时状态。
國家總動員法共有五十条，规定了政府对民间组织（包括工会）的控制、战略产业國有化、价格管制、配給制以及新聞媒體国有化。法律授权政府可以使用无限预算来补贴战争生产，并补偿制造商因战时动员造成的损失。五十条法律條文中有十八條提及对违规者的处罚。
该法律于1938年1月被日本国会審議时被抨击为违宪，但由于大日本帝國陸軍强大压力而获得通过，并于1938年5月生效。日本投降後，1945年12月20日，該法律被駐日盟軍總司令废除。
《國民徵用令》等敕令為《國家總動員法》的補充。